# The Twist (album)
The Twist è un album a nome di Ray Anthony and The Bookends, pubblicato dalla Capitol Records nel 1962.

## Tracce
Lato A
1. Bunny Hop the Twist – 2:18 (Ray Anthony, Leonard Auletti) – Registrato il 25 novembre 1961 a Las Vegas, Nevada
2. Twist Around Mister – 2:11 (Ray Anthony, Don Simpson) – Registrato il 25 novembre 1961 a Las Vegas, Nevada
3. Tequila with a Twist – 2:06 (Chuck Rio) – Registrato il 24 novembre 1961 a Las Vegas, Nevada
4. Let's Twist – 2:14 (Ray Anthony, Don Simpson) – Registrato il 25 novembre 1961 a Las Vegas, Nevada
5. Peter Gunn Twist – 2:08 (Henry Mancini) – Registrato il 24 novembre 1961 a Las Vegas, Nevada
6. Twistin' Hound Dog – 2:14 (Jerry Leiber, Mike Stoller) – Registrato il 24 novembre 1961 a Las Vegas, Nevada

Durata totale: 13:11
Lato B
1. Bookend Twist – 2:06 (Ray Anthony, Don Simpson) – Registrato il 25 novembre 1961 a Las Vegas, Nevada
2. Night Train Twist – 1:48 (Jimmy Forrest) – Registrato il 25 novembre 1961 a Las Vegas, Nevada
3. Twist and Rock Around the Clock – 2:00 (Jimmy De Knight, Max C. Freedman) – Registrato il 24 novembre 1961 a Las Vegas, Nevada
4. Mexican Hat Twist – 2:03 (Tradizionale, arrangiamenti di Ray Anthony e Don Simpson) – Registrato il 25 novembre 1961 a Las Vegas, Nevada
5. The Twist  – 2:15 (Hank Ballard) – Registrato il 24 novembre 1961 a Las Vegas, Nevada
6. Twistin' Alice – 2:30 (Ray Anthony, Don Simpson) – Registrato il 25 novembre 1961 a Las Vegas, Nevada

Durata totale: 12:42

## Musicisti
Bunny Hop the Twist / Twist Around Mister / Let's Twist / Bookend Twist / Night Train Twist / Mexican Hat Twist / Twistin' Alice
- Ray Anthony - tromba
- Bob Robinson - trombone
- Bob Hardaway - sassofono tenore
- Leo Anthony - sassofono baritono
- Sconosciuto - pianoforte
- Don Simpson - contrabbasso
- Nick Ceroli - batteria
- The Bookends (gruppo vocale) - cori (brani: Twist Around Mister, Let's Twist, Bookend Twist e Twistin' Alice)
- Sconosciuto - arrangiamenti

Tequila with a Twist / Peter Gunn Twist / Twistin' Hound Dog / Twist and Rock Around the Clock / The Twist
- Ray Anthony - tromba
- Bob Robinson - trombone
- Bob Hardaway - sassofono tenore
- Leo Anthony - sassofono baritono
- Sconosciuto - pianoforte
- Don Simpson - contrabbasso
- Nick Ceroli - batteria
- The Bookends (gruppo vocale) - cori
- Sconosciuto - arrangiamenti